# Gambach (Hohenthann)
Gambach ist der Name einer ehemaligen Gemeinde mit den Teilorten Obergambach und Untergambach auf dem Gebiet der heutigen Gemeinde Hohenthann im Landkreis Landshut, Bayern.

## Geographie
Die Teilorte Obergambach und Untergambach liegen zwischen Hohenthann und Gambachreuth am gleichnamigen Gambach.

## Geschichte
Bei Obergambach finden sich Siedlungen der sogenannten Oberlauterbacher Kulturgruppe aus der mittleren Jungsteinzeit um 4500 v. Chr. 1818 entstand mit dem Bayerischen Gemeindeedikt die Gemeinde Gambach mit den Teilorten Ober- und Untergambach. Im Jahr 1962 wurde die Gemeinde Gambach in die Gemeinde Hohenthann eingegliedert.